# Lili Kraus
Pour les articles homonymes, voir Kraus.
Lili Kraus est une pianiste britannico-néo-zélandaise d'origine hongroise née à Budapest le 4 mars 1903 et morte à Asheville (Caroline du Nord) le 6 novembre 1986.

## Biographie
Elle a eu pour maîtres Zoltán Kodály, Béla Bartók à l'Université de musique Franz-Liszt de Budapest et poursuit ses études avec Severin Eisenberger et Eduard Steuermann à Vienne, et Artur Schnabel à Berlin. Elle se marie avec le riche ingénieur et philosophe Otto Mandl en 1930, dont elle aura deux enfants. Ils s'installent en Italie puis à Londres lors de l'Anschluss. Après avoir renoncé à la nationalité hongroise, Lili Kraus reçoit la nationalité britannique en 1938. Au cours d'une tournée aux Indes néerlandaises, elle est faite prisonnière par les Japonais en 1942. Après la guerre, elle se réfugie en Nouvelle-Zélande dont elle prend la nationalité en 1946. Elle s'établit à Paris entre 1950 et 1954 avant de s'installer aux États-Unis.
Elle a été membre du jury du Concours International de Piano de Santander Paloma O’Shea en 1982.

## Répertoire
Elle est surtout connue pour ses interprétations mozartiennes. Avec Szymon Goldberg, elle a réalisé en 1939 le premier enregistrement des sonates pour piano et violon de Mozart. Elle grave ensuite l'une des premières intégrales des sonates. Elle joue également Beethoven et Schubert.